# Kenan Suljagić
Kenan Suljagić (* 14. Mai 1985 in Sarajevo) ist ein ehemaliger bosnisch-herzegowinischer Naturbahnrodler. Er startete von 2003 bis 2005 im Weltcup sowie bei Welt- und Europameisterschaften.

## Karriere
Kenan Suljagić bestritt sein erstes Weltcuprennen am 12. Januar 2003 in Umhausen. In den ersten drei Weltcuprennen fuhr er zweimal auf den letzten und einmal auf den viertletzten Platz. In seinem vierten Weltcuprennen am 30. Januar 2003 in Kindberg ließ er als 23. immerhin sechs Rodler hinter sich. Mit diesen vier Rennen erzielte er in der Gesamtwertung der Saison 2002/2003 den 29. Platz unter insgesamt 55 Rodlern, die in diesem Winter Weltcuppunkte gewannen. Am 26. Januar startete er auch zum ersten und in dieser Saison einzigen Mal in einem Doppelsitzer-Weltcuprennen. Zusammen mit Jasmin Prnjavorac belegte er allerdings nur den zwölften und letzten Platz. Kenan Suljagić und Jasmin Prnjavorac starteten auch bei der Junioreneuropameisterschaft 2003 in Kreuth und bei der eine Woche später ausgetragenen Weltmeisterschaft in Železniki im Doppelsitzer, wo sie allerdings ohne Ergebnis blieben. Bei der Junioren-EM wurden sie disqualifiziert und bei der Weltmeisterschaft gingen sie nach dem 14. und letzten Platz im ersten Durchgang im zweiten Lauf nicht mehr an den Start. Im Einsitzer erzielte Suljagić bei der Junioren-EM den 38. Platz unter 41 Rodlern, während er für die WM zwar gemeldet war, dort aber nicht startete.
In der Saison 2003/2004 nahm Suljagić wie im letzten Winter wieder an vier der sechs Weltcuprennen im Einsitzer teil. Er erzielte ähnliche Resultate wie im Vorjahr, fuhr als 26. in Triesenberg und 27. in Aurach zweimal unter die besten 30 und wurde 34. im Gesamtweltcup. Im Doppelsitzer startete er in diesem Winter zusammen mit Armin Babić in den letzten zwei Rennen der Saison. Mit den Plätzen zehn und elf belegten sie den letzten bzw. vorletzten Rang. Bei der Europameisterschaft 2004 in Hüttau startete Suljagić nur im Einsitzer. Er belegte unter 45 gewerteten Rodlern den 39. Platz. An der Juniorenweltmeisterschaft 2004 nahm er, wie auch an der Junioreneuropameisterschaft im nächsten Jahr, nicht teil. Für die Weltmeisterschaft 2005 in Latsch war Suljagić zwar gemeldet, startete aber nicht. Im Weltcup nahm er in der Saison 2004/2005 nur noch an einem Rennen im Einsitzer teil. Beim Saisonfinale in Olang am 20. Februar 2005 belegte er den 42. Platz unter 50 Rodlern. Dies war sein letzter internationaler Wettkampf.

## Erfolge

### Europameisterschaften
- Hüttau 2004: 39. Einsitzer

### Junioreneuropameisterschaften
- Kreuth 2003: 38. Einsitzer

### Weltcup
- 5 Top-30-Platzierungen im Einsitzer
- 1 Top-10-Platzierung im Doppelsitzer